# Ronde van Italië 2013/Eenentwintigste etappe
De 21e etappe van de Ronde van Italië 2013 werd op 26 mei gereden. Het betrof een vlakke rit over 207 kilometer van Riese Pio X naar Brescia. De dagzege ging naar de Brit Mark Cavendish. De Italiaan Vincenzo Nibali eindigde in het peloton en mocht zich eindwinnaar noemen.

## Uitslag
| Riese Pio X - Brescia (207 km) |                   |                             |          |
| Plaats                         | Naam              | Ploeg                       | Tijd     |
| Winnaar                        | Mark Cavendish    | Omega Pharma-Quickstep      | 5u30'09" |
| 2                              | Sacha Modolo      | Bardiani Valvole-CSF Inox   | z.t.     |
| 3                              | Elia Viviani      | Cannondale Pro Cycling Team | z.t.     |
| 4                              | Giacomo Nizzolo   | RadioShack-Leopard          | z.t.     |
| 5                              | Luka Mezgec       | Argos-Shimano               | z.t.     |
| 6                              | Roberto Ferrari   | Lampre-Merida               | z.t.     |
| 7                              | Kenny Dehaes      | Lotto-Belisol               | z.t.     |
| 8                              | Manuel Belletti   | AG2R-La Mondiale            | z.t.     |
| 9                              | Giovanni Visconti | Team Movistar               | z.t.     |
| 10                             | Luca Paolini      | Team Katjoesja              | z.t.     |
|                                |                   |                             |          |
| 39                             | Koen De Kort      | Argos-Shimano               | z.t.     |

## Klassementen
| Algemeen klassement |                    |                           |           |
| Plaats              | Naam               | Ploeg                     | Tijd      |
| Roze trui           | Vincenzo Nibali    | Astana Pro Team           | 84u53'28" |
| 2                   | Rigoberto Urán     | Sky ProCycling            | + 4'43"   |
| 3                   | Cadel Evans        | BMC Racing Team           | + 5'52"   |
| 4                   | Michele Scarponi   | Lampre-Merida             | + 6'48"   |
| 5                   | Carlos Betancur    | AG2R-La Mondiale          | + 7'28"   |
| 6                   | Przemysław Niemiec | Lampre-Merida             | + 7'43"   |
| 7                   | Rafał Majka        | Team Saxo-Tinkoff         | + 8'09"   |
| 8                   | Beñat Intxausti    | Team Movistar             | + 10'26"  |
| 9                   | Mauro Santambrogio | Vini Fantini-Selle Italia | + 10'32"  |
| 10                  | Domenico Pozzovivo | AG2R-La Mondiale          | + 10'59"  |
|                     |                    |                           |           |
| 17                  | Wilco Kelderman    | Blanco Pro Cycling        | + 20'18"  |
| 21                  | Francis De Greef   | Lotto-Belisol             | + 33'20"  |

| Puntenklassement |                 |                        |        |
| Plaats           | Naam            | Ploeg                  | Punten |
| Rode trui        | Mark Cavendish  | Omega Pharma-Quickstep | 158    |
| 2                | Vincenzo Nibali | Astana Pro Team        | 128    |
| 3                | Cadel Evans     | BMC Racing Team        | 111    |
|                  |                 |                        |        |
| 41               | Pim Ligthart    | Vacansoleil-DCM        | 23     |
| 48               | Bert De Backer  | Argos-Shimano          | 20     |

| Bergklassment |                   |                           |        |
| Plaats        | Naam              | Ploeg                     | Punten |
| Blauwe trui   | Stefano Pirazzi   | Bardiani Valvole-CSF Inox | 82     |
| 2             | Giovanni Visconti | Team Movistar             | 45     |
| 3             | Vincenzo Nibali   | Astana Pro Team           | 45     |
|               |                   |                           |        |
| 10            | Pieter Weening    | Orica-GreenEdge           | 14     |
| 16            | Willem Wauters    | Vacansoleil-DCM           | 9      |

| Jongerenklassement |                 |                    |           |
| Plaats             | Naam            | Ploeg              | Tijd      |
| Witte trui         | Carlos Betancur | AG2R-La Mondiale   | 85u00'56" |
| 2                  | Rafał Majka     | Team Saxo-Tinkoff  | + 41"     |
| 3                  | Wilco Kelderman | Blanco Pro Cycling | + 12'50"  |
|                    |                 |                    |           |
| 12                 | Jens Keukeleire | Orica-GreenEdge    | +2u08'53" |

| Ploegenklassement |                 |            |
| Plaats            | Ploeg           | Tijd       |
|                   | Sky ProCycling  | 254u34'25" |
| 2                 | Astana Pro Team | + 4'29"    |
| 3                 | Team Movistar   | + 7'27"    |

## Uitvallers
1e etappe ·
2e etappe ·
3e etappe ·
4e etappe ·
5e etappe ·
6e etappe ·
7e etappe ·
8e etappe ·
9e etappe ·
10e etappe ·
11e etappe ·
12e etappe ·
13e etappe ·
14e etappe ·
15e etappe ·
16e etappe ·
17e etappe ·
18e etappe ·
19e etappe ·
20e etappe ·
21e etappe
Startlijst · Eindstanden · Afbeeldingen